# Июньское наступление
Ию́ньское наступле́ние, или «Летнее наступление», или «Наступление Керенского» — последнее наступление русских войск во время Первой мировой войны. Наступление провалилось из-за катастрофического падения дисциплины в русской армии.

## Планы наступления
Подводя итоги военной кампании 1916 года, русская Ставка Верховного Главнокомандующего пришла к выводу, что Брусиловский прорыв не достиг главной своей цели — выбить из войны Австро-Венгрию, а вступление Румынии в войну не оправдало возлагавшихся на это надежд союзного командования. Тем не менее, жестокое поражение австро-венгерской армии давало надежду на достижение этой цели, и поэтому главные усилия при планировании боевых действий на 1917 год было решено вновь сосредоточить в полосе Юго-Западного фронта. После долгих споров между М. В. Алексеевым, В. И. Гурко,  А. А. Брусиловым и А. Е. Эвертом был разработан план нового наступления, утверждённый императором Николаем II 14 января (6 февраля) 1917 года: главный удар наносит Юго-Западный фронт в направлении Сокаль — Львов — Мармарош-Сигет, вспомогательный удар — Румынский фронт в Добрудже, Северный и Западный фронты «действуют по усмотрению их командующих».
Ещё одной причиной для возобновления подготовки наступления стало давление на Россию со стороны союзников по Антанте, возросшее после провала наступления Нивеля на Западном фронте. Кроме того, и Временное правительство и союзники рассчитывали, что новое наступление в случае его успеха, отвлечёт солдатские массы от участия в политической борьбе и прекратит революционизацию армии.
Большое стратегическое наступление Русской армии планировалось на конец апреля — начало мая 1917 года. Однако кадровая чехарда военного министра Временного правительства А. И. Гучкова, результатом которой стало почти поголовная смена высшего командного состава армии, стремительное падение дисциплины в армии и разложение войск, резко усилившиеся после Февральской революции, сделали невозможным проведение наступления в намеченные сроки. Верховный главнокомандующий М. В. Алексеев отложил начало наступления на неопределённый срок.
После совещания с командующими фронтами Верховный Главнокомандующий генерал М. В. Алексеев 30 марта (12 апреля) отдал директиву о подготовке наступления. 22 мая (4 июня), по настоянию нового военного и морского министра А. Ф. Керенского, Временное правительство удалило с должности Верховного главнокомандующего генерала Алексеева, заменив его генералом Брусиловым. А. А. Брусилов верил в успех наступления и назначил его на конец июня.
В план наступления был внесён ряд изменений. Основную роль в операции должны были по-прежнему сыграть войска Юго-Западного фронта, наступающие силами XI и VII армий в направлении на Львов, а VIII армии — на Калуш и Болехов. Эти два удара должны были глубоко охватить с флангов войска 2-й австро-венгерской и Южной германской армий и вынудить их к глубокому отступлению, а также прижать 3-ю австро-венгерскую армию к Карпатам. Особая армия получила задачу сковать противостоящие ей германские войска группы армий Линзингена. Фронтовой план операции был разработан под руководством генерал-квартирмейстера генерал-майора Н. Н. Духонина.
Остальные русские фронты — Северный, Западный и Румынский — должны были наносить вспомогательные удары:207.

## Силы сторон на главном направлении
Русские войска
- Юго-Западный фронт (главнокомандующий армиями фронта генерал-лейтенант А. Е. Гутор, с 7 июля — генерал от инфантерии Л. Г. Корнилов):
  - 7-я армия (командующий генерал-лейтенант Л. Н. Белькович, с 26 июня — генерал-лейтенант В. И. Селивачёв), 250 948 штыков и сабель, 969 орудий, 634 бомбомёта, 1621 пулемёт, 72 аэроплана)
  - 8-я армия (командующий генерал от инфантерии Л. Г. Корнилов, с 11 июля — генерал-лейтенант В. А. Черемисов), 215 998 штыков и сабель, 780 орудий, 488 бомбомётов, 1626 пулемётов, 31 аэроплан)
  - 11-я армия (командующий генерал от кавалерии И. Г. Эрдели, с 9 июля — генерал от инфантерии П. С. Балуев), 306 176 штыков и сабель, 1026 орудий, 673 бомбомёта, 2223 пулемёта, 86 аэропланов)
  - Особая армия (командующий генерал от инфантерии П. С. Балуев, с 12 июля — генерал от кавалерии И. Г. Эрдели), 184 910 штыков и сабель, 722 орудия, 401 бомбомёт, 1341 пулемёт, 36 аэропланов)

Войска Юго-Западного фронта в целом насчитывали 1 009 091 штыков и сабель, 3497 орудий, 2196 бомбомётов, 6828 пулемётов, 228 аэропланов).
Войска Центральных держав (только те силы, которые действовали в полосе русского Юго-Западного фронта)
- Австро-венгерская группа армий генерал-полковника Э. фон Бём-Эрмолли (102 380 штыков и сабель, 976 орудий, 1315 пулемётов)
- Германская группа армий А. фон Линзингена (112 400 штыков и сабель, 940 орудий, 1250 пулемётов)
- 7-я австро-венгерская армия (командующий генерал-полковник Г. Кёвесс фон Кёвессгаза (87 300 штыков и сабель, 779 орудий, 1457 пулемётов)

Эти войска насчитывали в целом 298 600 штыков и сабель, 2695 орудий, 4022 пулемёта, 226 аэропланов).

## События на Юго-Западном фронте

### Русское наступление

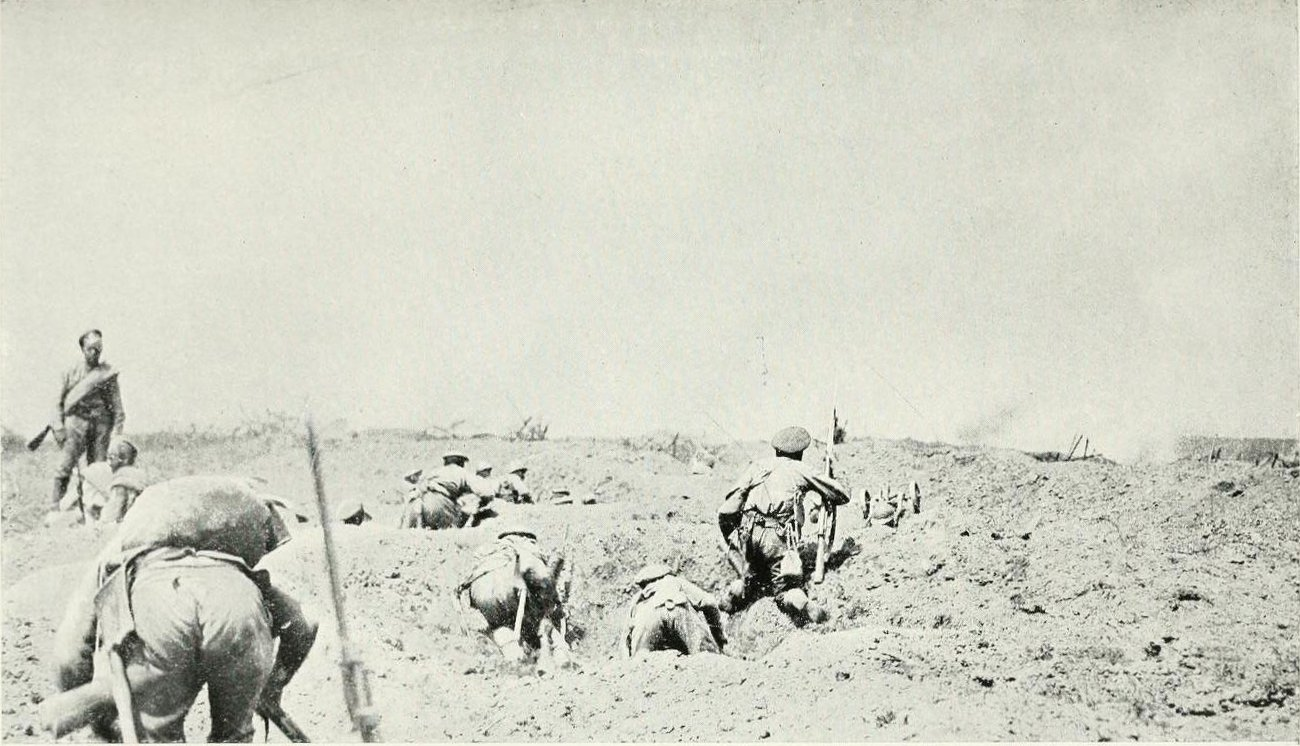
Атака 47-го Сибирского стрелкового полка под Дзикеланами. 1 июля 1917.

Германо-австрийское командование получило (в том числе и от перебежчиков) данные о предстоящем русском наступлении. Для его парирования на угрожаемых участках были сосредоточены контрударные группы, в которые были выделены 8 дивизий.

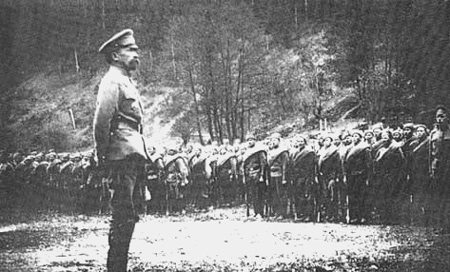
Генерал Корнилов перед войсками. 1917 г.

16 (29) июня артиллерия Юго-Западного фронта открыла огонь по позициям австро-германских войск. 18 июня (1 июля) утром в полосе 11-й армии артиллерия противника нанесла трёхчасовой удар по русским позициям, нанеся урон изготовившимся к атаке войскам. Однако, хотя и с задержкой, русское наступление началось. В наступление перешли XI и VII армии, наносившие главный удар в общем направлении на Львов из районов Злочев и Бржезаны. Первые два дня принесли наступающим некоторый тактический успех. На отдельных участках были захвачены 2-3 линии неприятельских окопов, а в полосе 11-й армии полностью прорван первый рубеж обороны, при этом удалось окружить и пленить часть противостоящих войск. 19 июня (2 июля) для развития успеха был введён в бой резерв — 49-й армейский корпус (в его составе успешно действовала Чехословацкая стрелковая бригада, прорвавшая две линии окопов в районе Зборова и взявшая свыше 4,5 тысяч пленных).
В телеграмме А. Ф. Керенского Временному правительству 18 июня 1917 года Керенский провозгласил:
«Сегодня великое торжество революции, Русская революционная армия с огромным воодушевлением перешла в наступление».
Но торжество было преждевременным. Столкнувшись с упорным сопротивлением противника и под впечатлением понесённых потерь, многие части начали колебаться. Отборные ударные части, начинавшие наступление, к этому моменту были в основном выбиты. Во многих частях оживились солдатские комитеты, солдаты стали обсуждать приказы и митинговать, теряя время, или вовсе отказывались продолжать воевать под самыми разнообразными предлогами — вплоть до того, что «своя артиллерия так хорошо поработала, что на захваченных позициях противника ночевать негде»<!--:207 -->. В итоге, несмотря на значительное превосходство в живой силе и технике, наступление остановилось и 20 июня (3 июля) было прекращено ввиду невозможности заставить войска идти вперёд.
Начавшееся 23 июня (6 июля) наступление VIII армии генерала Л. Г. Корнилова, наносившей удар на участке Галич — Станислав в направлении Калуш, Болехов, было очень успешным, чему способствовали громадный перевес в силах (128 тысяч русских войск против 54 тысяч австро-венгров) и слабая боеспособность частей 3-й австро-венгерской армии, стоявшей против VIII армии<!--:207-->. Прорвав оборону противника, 8-я армия захватила свыше 7 тыс. пленных и 48 орудий; развивая успех, она заняла Станислав, Галич и Калуш и к 30 июня (13 июля) вышла на р. Ломница. За понесённое поражение командующий 3-й австро-венгерской армией генерал-полковник К. фон Терстянски был снят с должности и заменён генерал-полковником К. Кржитеком. Но и в этой армии начались те же проблемы, что и у соседей — «ударники» понесли огромные потери в первых штурмовых боях, а остальная солдатская масса отказывалась воевать. Более того, после взятия Калуша многие части вышли из-под контроля, в городе был устроен массовый погром. И русские, и австрийцы срочно перебросили к Калушу подкрепления, но последние опередили, нанесли контрудар и в ночь на 3 (16) июля выбили русских из Калуша.
К 1—2 (14—15) июля наступательный порыв всего фронта иссяк, и наступление полностью прекратилось. Потери всех трёх армий фронта к этому моменту составляли 1222 офицера и 37 500 солдат. Потери были невелики, если сравнивать их с потерями в дореволюционных кампаниях Русской армии в Первой мировой войне, но в данном случае имели катастрофические последствия, так как в основной своей массе они пришлись на отборные, «ударные» части. С выбытием из армий всего боеспособного элемента, оставшаяся солдатская масса окончательно потеряла военный облик и превратилась в совершенно неуправляемую вооружённую толпу, готовую бежать от малейшего нажима неприятеля:208.
Таким образом, наступление русского Юго-Западного фронта началось со значительного тактического успеха: австрийский фронт был прорван, продвижение войск составило от 40 до 60 километров, трофеи войск фронта к 1 (14) июля составили 834 офицера и 35 809 солдат противника пленными (из них свыше 4000 германцев), 121 орудие, 403 пулемёта, 44 миномёта и 45 бомбомётов, 3 огнемёта, 2 аэроплана.

### Германское контрнаступление
Австрийско-германское командование, зная о предстоящем русском наступлении, заблаговременно усилило австрийские войска немецкими соединениями: в район сражения прибыли в общей сложности 7 немецких пехотных дивизий и 1 кавалерийская бригада. Был срочно подготовлен контрудар по правому флангу Юго-Западного фронта, для чего образована ударная группа — Злочевский отряд под командованием генерала Винклера в составе 92 500 штыков, 1173 пулемёта, 2390 сабель, 240 тяжёлых миномётов, 935 орудий. В предвкушении победы в район боевых действий прибыли кайзер Вильгельм II и Главнокомандующий на Востоке генерал-фельдмаршал принц Леопольд Баварский.
6 (19) июля эта группа, дополненная соединениями, переброшенными с других фронтов уже после начала русского наступления (11 германских дивизий были переброшены с французского фронта, три австро-венгерские — с итальянского), нанесла контрудар по семи русским корпусам (пять на фронте и два резервных, то есть 20 дивизий) XI армии, из района Злочев в направлении Тарнополя и прорвали её фронт. К исходу 8 (21) июля немецкие войска подошли к Тарнополю. Русское командование, первоначально не разобравшись в обстановке, считало немецкий контрудар имеющим локальный характер, направляло на его отражение незначительные силы и продолжало ставить своим войскам наступательные задачи. Когда же главнокомандующий Юго-Западным фронтом А. Гутор доложил А. А. Брусилову о немецком прорыве, тот снял его с должности за паникёрство и заменил на Л. Г. Корнилова (одновременно была произведена «перетряска» командующих всех армий фронта, что в разгар сражения также способствовало потере управления войсками). Паника действительно имела место, но не со стороны А. Гутора, а в войсках на фронте: под влиянием локальной неудачи и распространения ложных слухов войска стали оставлять фронт и отступать после слабого сопротивления или вообще без боя.
Отдельные части и соединения вели себя достойно.

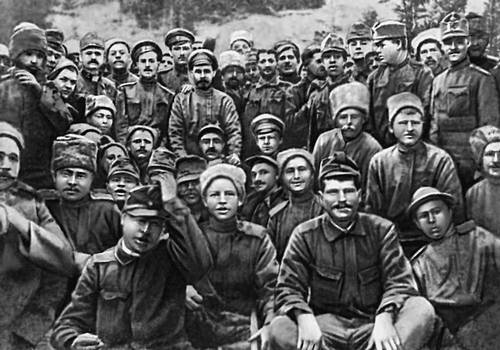
Братание на русско-германском фронте. 1917

Армия настолько утратила боеспособность, что атака трёх немецких рот опрокинула и обратила в бегство две русские стрелковые дивизии: 126-ю и 2-ю финляндскую. Противника пытались сдерживать более дисциплинированные кавалерийские части, офицеры-пехотинцы и одиночные рядовые. Вся остальная пехота бежала, заполнив своими толпами все дороги и, как описал это генерал Головин, «производя …величайшие зверства»: расстреливая попадавшихся к ним на пути офицеров, грабя и убивая местных жителей, без различия сословия и достатка, под внушённый им большевиками лозунг «режь буржуя!», насилуя женщин и детей(о подобных преступлениях и бесчинствах деморализованной армии летом 1917-го вспоминал и командующий 34-м корпусом Павел Скоропадский). О том, какого масштаба достигло дезертирство, можно судить по такому факту: один ударный батальон, присланный в тыл XI армии в качестве заградотряда, в район местечка Волочиск, задержал 12 000 дезертиров за одну ночь:208.

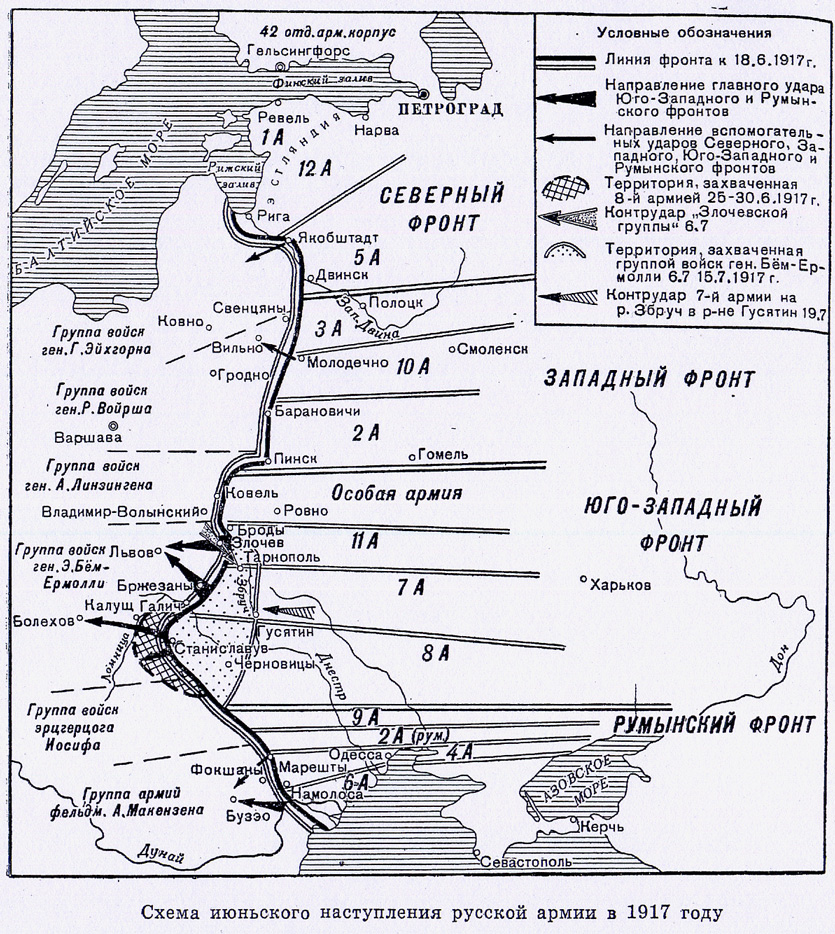

Комиссары XI армии в своей телеграмме командованию описывали сложившуюся ситуацию так:

Начавшееся 6 июля немецкое наступление на фронте XI армии разрастается в неизмеримое бедствие, угрожающее, может быть, гибелью революционной России. В настроении частей, двинутых недавно вперёд героическими усилиями меньшинства, определился резкий и гибельный перелом. Наступательный порыв быстро исчерпался. Большинство частей находится в состоянии всё возрастающего разложения. О власти и повиновении нет уже и речи, уговоры и убеждения потеряли силу — на них отвечают угрозами, а иногда и расстрелом… Некоторые части самовольно уходят с позиций, даже не дожидаясь подхода противника. На протяжении сотни вёрст в тыл тянутся вереницы беглецов с ружьями и без них — здоровых, бодрых, чувствующих себя совершенно безнаказанными. Иногда так отходят целые части… Положение требует самых серьёзных мер… Сегодня Главнокомандующий с согласия комиссаров и комитетов отдал приказ о стрельбе по бегущим. Пусть вся страна узнает правду… содрогнётся и найдёт в себе решимость обрушиться на всех, кто малодушием губит и предаёт Россию и революцию:208.
Л. Г. Корнилов начал с жёстких мер: приказом от 10(23) июля 1917 года он запретил всякого рода митинги на фронте, в случае попыток их проведения приказал считать их незаконными сборищами и рассеивать силой, самовольное оставление позиций и неисполнение боевых приказов объявил «изменой Родине и революции» с требованием всем начальникам в подобных случаях, не колеблясь, применять против изменников огонь пулемётов и артиллерии. Всю ответственность за жертвы в этом случае он принял на себя, а начальникам бездействие в подобных случаях приказал считать неисполнением их служебного долга, за что их следовало немедленно отрешать от командования и предавать суду.
10 (23) июля немецкие войска форсировали реку Сирет, 11 (24) июля был оставлен Тарнополь. Отступление XI армии повлекло за собой отход VII и VIII армий. Австро-германские войска, встречая незначительное сопротивление, продвинулись через Галицию и Украину, и 15 (28) июля русские войска остановились на линии Броды, Збараж, р. Збруч, примерно по довоенной границе.
Немецкое командование ввиду возникших трудностей в снабжении своей спешно созданной группировки и необходимости восстановления австро-венгерских войск после их первоначального поражения, отказалось от возобновления наступательных операций с этого рубежа. Впрочем, и достигнутый успех Центральных держав был значителен: от русских войск была полностью очищена вся ранее занятая ими территория Австро-Венгрии.
Общие потери Юго-Западного фронта составили 1968 офицеров и 56 361 солдат. Подавляющее количество из этих потерь были пленные — 655 офицеров и 41 300 солдат. Противник также захватил 257 орудий, 191 миномёт, 546 пулемётов, более 50 тысяч винтовок, 14 бронеавтомобилей и 2 бронепоезда.

## Наступление Западного фронта
Основную задачу на Западном фронте (главнокомандующий армиями фронта генерал-лейтенант А. И. Деникин) выполняла 10-я армия (командующий генерал-лейтенант Н. М. Киселевский, с 12 (25) июля — генерал-лейтенант П. Н. Ломновский). Подготовка к наступлению здесь была очень тщательной, только в выделенных для удара корпусах насчитывалось 125 094 штыков, 11 269 сабель, 1080 3-дюймовых полевых пушек, 42-линейных и 120-мм пушек, 45- и 48-линейных гаубиц, 6-дюймовых пушек и гаубиц, 8-дюймовых гаубиц, 9,2-дюймовых гаубиц и 12-дюймовых гаубиц, 1755 пулемётов, 647 бомбомётов, 134 миномёта. Прорывать германский фронт должны были 20-й армейский, 38-й армейский и 1-й Сибирский армейские корпуса, а развивать их успех — 10-й армейский, 2-й Кавказский армейский корпуса, а также три кавалерийские дивизии..
Этим силам противостоял 3-й резервный корпус 10-й германской армии (командир корпуса генерал от инфантерии А. фон Карловиц), насчитывавший около 45 000 штыков и сабель, до 400 орудий, 2154 пулемёта, 364 миномёта).
С 6 (19) июля вся русская артиллерия начала артподготовку, которая продолжалась три дня. Она была весьма эффективна, местами оказалась полностью уничтожена первая линия обороны противника. Противостоящим войскам 10-й германской армии был нанесён большой урон, местами они были полностью деморализованы. 9 (22) июля армия начала наступление, нанося главный удар из района Молодечно на Вильно. Однако сразу же сказались сильные антивоенные настроения в этой армии: из 14 дивизий, предназначенных для наступления, в атаку пошли лишь 7, из них полностью боеспособными оказались 4. Войска в первый же день преодолели первую линию обороны, после чего начали митинговать, отказались продолжать наступление и возвратилась на исходные позиции. Потери 10-й армии за этот день составили до 10 000 человек, из них около 2000 пленными. Попытка возобновить наступление на следующий день провалилась, потери составили ещё около 1500 человек. 13 (26) июля русские атаки прекратились.
На совещании в Ставке 16 (29) июля главнокомандующий армиями Западного фронта генерал А. И. Деникин докладывал: 

Части двинулись в атаку, прошли церемониальным маршем две, три линии окопов противника и… вернулись в свои окопы. Операция была сорвана. Я на 19-вёрстном участке имел 184 батальона и 900 орудий; у врага было 17 батальонов в первой линии и 12 в резерве при 300 орудиях. В бой было введено 138 батальонов против 17, и 900 орудий против 300.— :209
Однако, по другим данным, результаты первого дня наступления выглядели не столь оптимистично: трёхдневная артподготовка разрушила только первую линию обороны, но даже промежуточные укрепления и доты между первой и второй линией не были повреждены, не говоря уже о второй линии. До второй линии обороны русские части не дошли нигде. По немецким данным, положение было восстановлено серией контратак и переброшенными резервами.
По русским данным, в ходе лишь одного дня наступления части 1-го Сибирского корпуса пленили 14 офицеров и 1250 рядовых, захватили 50 пулемётов и 20 бомбомётов, а части 38-го армейского корпуса пленили 10 офицеров и 650 нижних чинов. По немецким данным, германские войска потеряли 1256 человек убитыми, 1735 пропавшими без вести (что почти соответствует русским данным о захваченных пленных), 4396 ранеными. Ими были захвачены 455 русских пленных, 2 миномёта и 47 пулемётов, а 77 русских орудий выведены из строя.
Потери русских войск составили 1847 убитыми, 9339 пропавшими без вести, 17120 ранеными, а причины убыли из строя ещё 8016 человек остались неизвестными (предположительно, речь идёт о дезертирах).

## Наступление Северного фронта
8—10 (21 — 23) июля началось наступление Северного фронта (главнокомандующий армиями фронта генерал от инфантерии В. Н. Клембовский), хотя провал наступления на Юго-Западном и Западном фронтах уже был очевиден. В наступление перешла 5-я армия (командующий генерал от инфантерии Ю. Н. Данилов), насчитывавшая 185 640 штыков, 8073 сабли, 932 орудия, 551 бомбомёт, 1617 пулемётов, 87 миномётов.
На выбранном участке наступления занимало оборону 60-е особое командование (генерал-лейтенант Г. фон Паприц).
Попытка наступления окончилась полным провалом: после прорыва первых линий неприятельских окопов войска самовольно вернулись в свои траншеи. Штаб фронта доносил в Ставку: «Только две дивизии из шести были способны для операции… 36-я дивизия, взявшая две линии неприятельских окопов и шедшая на третью, повернула назад под влиянием окриков сзади; 182-я дивизия загонялась на плацдармы силою оружия; когда же противник открыл по частям дивизии артиллерийский огонь, то они открыли беспорядочный огонь по своим. Из 120-й дивизии в атаку пошёл только один батальон. Нейшлотский полк (22-й дивизии) не только не хотел сам наступать, но препятствовал другим, арестовывая походные кухни частей боевой линии»:209.
В этом наступлении прославился незадолго до того сформированный из моряков-добровольцев Ревельской морской базы «Ревельский ударный батальон смерти». Плохо обученные сухопутным приёмам боя, моряки-ударники понесли гигантские потери, но с честью выполнили поставленную боевую задачу. Вот как писали о них газеты тех дней:

Всероссийский центральный комитет по организации добровольческой армии сообщает о действиях ревельского батальона. Получив задачу прорвать две линии окопов, батальон прорвал четыре линии, желая закрепить захваченное, батальон попросил поддержки, но вместо поддержки батальон был обстрелян своими же. Под двойным огнём батальон начал отход на первоначальные позиции. Потери были громадны: из 300 моряков, входивших в состав батальона, не ранено всего 15 человек. Три офицера: подпоручик Симаков, мичман Орлов, мичман Зубков, не желая отступать, застрелились. Командир батальона штабс-капитан Егоров скончался от полученных им 13 ран. — Газета «Биржевые ведомости», 18 (31) июля 1917 г.
Потери 5-й армии Северного фронта в этой операции составили 652 человека убитыми, 2336 человек пропавшими без вести, 9673 ранеными. Потери противника были незначительными: 135 убитых, 317 пропавших без вести (по русским данным, в плен захвачены только 191 солдат и офицер), 383 раненых.

## Наступление Румынского фронта
На Румынском фронте (главнокомандующий армиями фронта Фердинанд I, фактически силами фронта руководил помощник главнокомандующего генерал от инфантерии Д. Г. Щербачёв) для наступления сосредоточено было 143 292 штыка, 6333 сабли, 668 орудий и 1335 пулемётов.
Начавшееся 9 (22) июля наступление 1-й и 2-й румынских и IV и VI русских армий Румынского фронта развивалось успешно. Пример румынских войск, не поражённых большевистской агитацией, положительно действовал на русские войска. Кроме этого, на Румынском фронте, в отличие от других фронтов, отборные — «ударные» — части использовали прежде всего для прекращения мятежей и поддержания дисциплины в собственных частях, а не для лобовых атак на окопы противника. Таким образом в руках командования постоянно находились части, верные долгу и присяге, на которые оно могло полагаться.<!--:209--> 7 — 11 (20 — 24) июля на Фокшанском направлении части IV русской и 2-й румынской армий прорвали фронт противника. Были захвачены пленные и около 100 орудий.
Активные действия 6-й армии и 4-й русских и 2-й румынской армий были успешны - они прорвали оборону 9-й германской и 1-й австро-венгерской армий. Но вследствие поражения соседнего Юго-Западного фронта глава Временного правительства А. Ф. Керенский 12 (25) июля приказал всем войскам Румынского фронта остановить наступление и отменить запланированные атаки. Наступление было остановлено по просьбе генерала Корнилова, только что назначенного Верховным Главнокомандующим русскими армиями:209.
В свою очередь германцы, освободившись на русском Юго-Западном фронте, повели, начиная с 6 августа, сильные атаки на Фокшанском и Окненском направлениях, желая занять здесь богатый нефтеносный район. Прорыв линии фронта они осуществили на участке обороны 2-й румынской армии. Самые упорные бои велись ими здесь, а также в долине р. Ойтуз, против русских и румынских войск до 13 августа и окончились оттеснением последних на весьма незначительное расстояние на Фокшанском направлении, после чего фронт вновь стабилизировался, и боевые операции здесь прекратились до конца войны.
Армии Румынского фронта в июле-августе потеряли 153 222 солдат и офицеров: 13 168 убитыми, 18 674 пропавшими без вести, 46 713 ранеными, потери ещё 22 022 человек не разнесены по категориям. Противник заявил о захвате 13 551 русских и румынских пленных, 36 орудий, 16 миномётов, 138 пулемётов и 1 бронепоезда.
Австро-германские армии в боях в Румынии потеряли 67 108 человек: 9399 убитых, 37 050 раненых и контуженных, 20 659 пропавших без вести. Русско-румынские войска здесь захватили 6773 пленных, 120 орудий, 19 миномётов и 83 пулемётов.

## Причины поражения и его последствия
С военной точки зрения операция завершилась безусловным поражением: после кратковременного первоначального успеха русские войска были отброшены далеко за первоначальную линию фронта на Юго-Западном фронте и утратили подавляющую часть занятой в ходе наступления территории на Румынском фронте; потери оказались намного выше потерь противника.
Причинами поражения стал целый ряд факторов, как объективных, так и субъективных:
- общее падение дисциплины в действующей армии, повлёкшее падение её боеспособности;
- недостаточный срок подготовки войск к наступлению;
- резкое ухудшение качества тыловой подготовки личного состава перед отправкой на фронт, а также направление на фронт запасных частей из тыловых округов в полном составе (до 1917 года так не делалось: солдаты из тыла добавлялись в обстрелянные на фронте части, получая необходимые навыки от опытных бойцов);
- некачественное снабжение войск, в том числе недостаток боеприпасов;
- неудачный в целом план наступления: вспомогательные разрозненные удары на Северном и Западном фронтах запланированы так далеко от направления главного удара, что не оказали никакого влияния на общий ход сражения, а также разброс по времени основных и вспомогательных ударов;
- неудовлетворительное руководство фронтами со стороны Верховного Главнокомандующего;
- «кадровая чехарда» в звеньях корпус — армия — фронт, отсюда недостаточный опыт в руководстве войсками со стороны ряда новых командующих, их ошибки и т.д.

Но ещё более тяжёлыми оказались политические последствия. Провал Июньского наступления оказал огромное влияние на все дальнейшие политические события России в 1917 году вплоть до прихода к власти большевиков.
Июньское наступление заметно накалило обстановку среди революционных частей Петроградского гарнизона, не желавших отправляться на фронт. Одной из наиболее ненадёжных частей стал 1-й пулемётный полк, находившийся под влиянием агитации анархистов и сильно раздутый по военному времени (численность полка в 1917 году фактически соответствовала дивизии). Революционные солдаты этого полка не испытывали желания отправляться в составе маршевых рот на фронт в связи с июньским наступлением. Так же, как и кронштадтские матросы, они стали благодатной почвой для агитации анархистов и большевиков. Солдаты Петроградского гарнизона и матросов Балтийского флота стихийно предприняли попытку Июльского восстания в Петрограде. Это вооружённое выступление, а также начавшееся австро-германское контрнаступление на фронте повлекли кризис во Временном правительстве, в результате которого 8 (21) июля А. Ф. Керенский сменил Г. Е. Львова на посту министра-председателя, сохранив пост военного и морского министра.
Благодаря июньскому наступлению произошёл резкий карьерный взлёт генерала Л. Г. Корнилова, который 8 (21) июля сменил Гутора на посту командующего фронтом. А уже 18 (31) июля был снят с должности Верховного Главнокомандующего Русской армии генерал А. А. Брусилов и Корнилов был назначен на его место. Попытки Корнилова жёсткими мерами восстановить дисциплину в армии ещё более озлобили солдат против офицеров, что также сыграло негативную роль в дальнейших событиях.
Провал июньского наступления значительно подорвал авторитет Временного правительства, позиции которого с этого времени неуклонно ослабевали. Резко возросло влияние радикальных политических сил (большевики, анархисты, эсеры, националистические партии и др.). Темпы разложения российской армии ещё более возросли и вскоре она окончательно перестала представлять собой реальную боевую силу.
Лозунг «войны до победного конца» окончательно потерял авторитет в широких массах, антивоенные настроения стали господствовать в обществе, не говоря уже о солдатской массе. Политизация солдатских масс и роль солдатских комитетов в армии продолжали возрастать. В этой обстановке выдвинутые В. И. Лениным лозунги немедленного мира без аннексий и контрибуций и сепаратного выхода России из войны обеспечили огромный рост влияния большевиков на общество. В России начала вызревать новая революционная ситуация.

## Потери сторон
По данным Ставки, потери в людях в армиях русского Юго-Западного фронта за период с 18 июня по 6 июля 1917 г. составили:
| Армии        | Убито | Ранено | Контужено | Отравлено газами | Пропало без вести | Дезертиров | Итого |
| ------------ | ----- | ------ | --------- | ---------------- | ----------------- | ---------- | ----- |
| Особая армия | 71    | 702    | 111       | 19               | 36                | —          | 939   |
| 11-я армия   | 3318  | 17545  | 2412      | 96               | 2814              | 2404       | 28589 |
| 7-я армия    | 2035  | 6496   | 1786      | 263              | 2152              | 1261       | 13993 |
| 8-я армия    | 1481  | 11497  | 183       | 801              | 651               | 195        | 14808 |
| Итого        | 6905  | 36240  | 4492      | 1179             | 5653              | 3860       | 58329 |

Ряд историков считает эти данные весьма неполными. Так, автор статьи об Июньском наступлении в «Большой Российской энциклопедии» А. Ю. Ермолов полагает общие потери русской армии с 18 июня (1 июля) по 21 июля (3 августа) на Юго-Западном фронте — свыше 132 000 человек, а общие потери на всех фронтах — свыше 150 000 человек.
Историк С. Г. Нелипович оспаривает и эти данные, указывая, что за период операции с учётом передаваемых фронту пополнений убыль в живой силе составляла 271 075 человек, из которых через перевязочные пункты на передовой и тыловые медицинские учреждения (Юго-Западный фронт) прошло 192 562 раненых и заболевших. Следовательно, безвозвратные потери войск фронта составили 78 513 человек. Данные противника о захваченных пленных из русских войск известны — 655 офицеров и 41 300 солдат—, следовательно, потери убитыми и дезертировавшими в русских войсках составляют не менее 36 558 человек.
В энциклопедии «Россия в 1917 году» 2017 года издания (автором статьи об Июньском наступлении в ней также является С. Г. Нелипович) приведены данные: общие потери русских войск на всех фронтах составили 494 147 человек, общие потери германо-австрийских войск — 155 625 человек.
Историк А. Олейников приводит иные цифры: общие потери Юго-западного фронта оцениваются в 125 тыс. (указывая на оценку германским штабом потерь 8-й армии: 40 тыс. личного состава).

## Исторические оценки
Военный теоретик Н. Н. Головин писал, что наступление было образцово подготовлено штабами. Профессор Роберт Фельдман писал, что стратегия российского Генерального штаба сыграла на руку немцам, поскольку привела к истреблению наиболее боеспособных частей русской армии. Согласно энциклопедии Британника, планы Временного правительства по подготовке этого наступления показали непонимание им революционных ожиданий в стране и армии; в то же время провал наступления на короткое время усилил позиции умеренных и консервативных политических сил.